# 白沙瀑布
白沙瀑布，又稱「白沙溪口瀑布」，是位於台灣花蓮縣秀林鄉的一個瀑布。白沙瀑布位於太魯閣國家公園境內，地處立霧溪右岸支流白沙溪的河道之上，瀑布標高約490公尺至290公尺。白沙瀑布是一條時雨瀑，只在雨季降水充沛時才會出現。可在台8線中橫公路白沙二橋附近遠觀白沙瀑布，因中橫路段改線（白沙一橋、白沙隧道、白沙二橋），捨棄白沙橋路段而無法前往瀑布所在地。

## 解
1. ↑  根據《臺灣通用電子地圖【NLSC】》、《臺灣通用正射影像【NLSC】》對照。

## 來源
1. ↑  田俊浩. . 更生新聞網. 2023-10-05  [2024-03-04]. （原始内容存档于2024-03-04）.